# 菲爾萊伊湖
51°33′13″N 22°30′59″E / 51.55361°N 22.51639°E
菲爾萊伊湖是波蘭的湖泊，位於該國東部盧布林省，處於盧巴爾圖夫縣，距離盧巴爾圖夫12公里，長1.1公里、寬1公里，平均水深5米，最大水深10米。